# Löjtnant Grahns gård

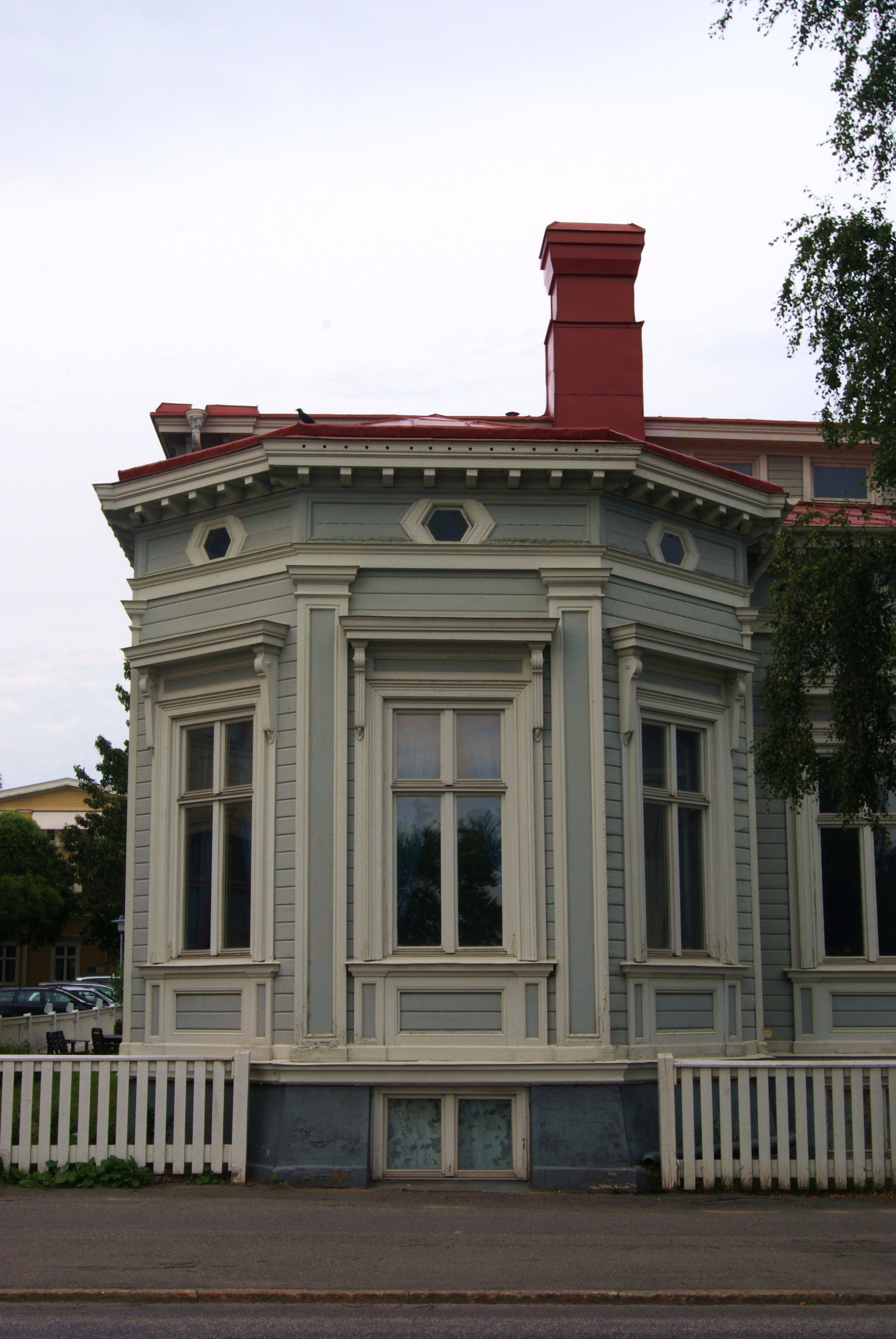
En av husets hörnpaviljonger, i fransk lustslottsstil (2011).

Löjtnant Grahns gård i kvarteret Slöjdaren 2 är ett bostadshus i Umeå, beläget i korsningen mellan Storgatan och Hovrättsgatan i stadsdelen Väst på stan, som inte drabbades så svårt av stadsbranden 1888. Huset är byggnadsminne sedan 1980.
Byggnaden uppfördes 1882 som privat bostad åt Leopold Grahn (född 1846) från Piteå som var löjtnant vid Västerbottens regemente (senare kapten vid Västerbottens fältjägarkår), och hans hustru Nanny Maria Scharin (född 1856). Som arkitekt anlitades Johan Nordquist, som några år senare även anlitades till granntomten, Folkskollärarinneseminariets byggnad som 1936 övertogs av Hovrätten för Övre Norrland.

## Arkitekturen
Löjtnant Grahns gård är en resvirkesbyggnad på hög sockel med källarfönster och har liggande gråmålad träpanel. Fasadarbetet är uppfört i nyrenässans, och föregriper Erik Olof Mångbergs bostäder. Kännetecknande för bådas verk är byggnader som försöker överföra den samtida ornamenterade sten- och putsfasaden till trä.
Byggnaden har ett och ett halvt våningsplan med bjälktak i olika nivåer. På husets östra sida finns en balkong från ett våningsplan som sträcker sig från väster till öster i husgrunden i form av två stora frontespiser. Som på de flesta andra bostadshus i området är ingången placerad i norr; sedan gården på 1920-talet byggdes om till flerbostadshus finns två ingångar. 
På sidan som vetter mot Broparken och älven finns två burspråk med höga, tätt sittande fönster och pyramidtak, som ger intryck av mindre flyglar eller paviljonger och på insidan rymmer mycket stora, sexkantiga rum.
Hela nedre våningen har höga, rektangulära fönster med korsformat spröjs. Listverk under fönstren fortsätter upp och bildar deras foder, som avslutas upptill med ett utskjutande skuggskydd som vilar på konsoler. Närmast under taken har huset flera små sexkantiga fönster, vilket vid burspråken ger intryck av säteritak. Fasaden är rikt smyckad av vitmålade träornament med  pilastrar, gesims och konsoler som sitter tätt under taksprånget med taklist.
På gården, som omgärdas av ett lågt trästaket, finns förutom gathuset ett gårdshus, som blivit ombyggt till bostadshus.
Byggnaden fungerar fortfarande främst som privat bostad med undantag för huvudbyggnadens källarvåning, som använts för föreningsverksamhet och annat.